# Пиластри-Остерија Буонамичи (Равена)
Пиластри-Остерија Буонамичи је насеље у Италији у округу Равена, региону Емилија-Ромања.
Према процени из 2011. у насељу је живело 21 становника. Насеље се налази на надморској висини од 19 м.